# Rhodobates algiricella
Rhodobates algiricella är en fjärilsart som beskrevs av Hans Rebel 1900. Rhodobates algiricella ingår i släktet Rhodobates och familjen äkta malar. Inga underarter finns listade.